# Acorn (California)
Acorn es un área no incorporada ubicada en el condado de Santa Bárbara en el estado estadounidense de California.

## Geografía
Acorn se encuentra ubicada en las coordenadas 34°39′10″N 120°29′36″O / 34.65278, -120.49333.